# Vie privée, vie publique
Vie privée, vie publique est une émission documentaire de télévision française, animée par Mireille Dumas, diffusée sur France 3 du 3 octobre 2000 au 27 juin 2011.
Dans cette émission sous forme d'entretiens, Mireille Dumas invite des personnalités, célébrités ou simples anonymes, à parler de leur vie intime et à exprimer avec franchise leurs idées et leurs sentiments.
La diffusion de l'émission a changé de jour : mensuelle et diffusée à l'heure de grande écoute, elle devient hebdomadaire à partir du 18 septembre 2009 sous le titre Vie privée, vie publique, l'hebdo, tous les vendredis soir en 2e partie de soirée.